# Ведран Зрнич
Ведран Зрнич  (хорв. Vedran Zrnić, 26 вересня 1979) — хорватський гандболіст, олімпійський чемпіон.

## Виступи на Олімпіадах
| Олімпіада  | Дисципліна | Місце |
| ---------- | ---------- | ----- |
| Афіни 2004 | гандбол    | 1     |